# Wereldkampioenschappen shorttrack 2025
De wereldkampioenschappen shorttrack 2025 werden van 14 tot en met 16 maart 2025 georganiseerd in het Capital Indoor Stadium in Peking, China. 

## Medailles

### Mannen
| Onderdeel | Goud                                                              | Goud     | Zilver                                           | Zilver   | Brons                                                        | Brons    |
| --------- | ----------------------------------------------------------------- | -------- | ------------------------------------------------ | -------- | ------------------------------------------------------------ | -------- |
| 500m      | Steven Dubois                                                     | 40,008   | Denis Nikisja                                    | 40,096   | Jens van 't Wout                                             | 40,163   |
| 1000m     | Steven Dubois                                                     | 1.23,348 | William Dandjinou                                | 1.23,352 | Pietro Sighel                                                | 1.23,417 |
| 1500m     | William Dandjinou                                                 | 2.15,064 | Stijn Desmet                                     | 2.15,176 | Liu Shaoang                                                  | 2.15,871 |
| Aflossing | Canada William Dandjinou Steven Dubois Maxime Laoun Felix Roussel | 6.41,271 | China Li Wenlong Liu Guanyi Liu Shaoang Sun Long | 6.41,840 | Zuid-Korea Jang Sung-woo Kim Gun-woo Lee Jung-su Park Ji-won | 6.41,891 |

### Vrouwen
| Onderdeel | Goud                                                            | Goud     | Zilver                                                                     | Zilver   | Brons                                                                        | Brons    |
| --------- | --------------------------------------------------------------- | -------- | -------------------------------------------------------------------------- | -------- | ---------------------------------------------------------------------------- | -------- |
| 500m      | Xandra Velzeboer                                                | 42,132   | Rikki Doak                                                                 | 42,286   | Natalia Maliszewska                                                          | 42,561   |
| 1000m     | Hanne Desmet                                                    | 1.28,641 | Courtney Sarault                                                           | 1.28,929 | Xandra Velzeboer                                                             | 1.28,991 |
| 1500m     | Choi Min-jeong                                                  | 2.27,136 | Courtney Sarault                                                           | 2.27,194 | Kim Gil-li                                                                   | 2.27,257 |
| Aflossing | Canada Kim Boutin Florence Brunelle Rikki Doak Courtney Sarault | 4.09,254 | Polen Natalia Maliszewska Nikola Mazur Kamila Stormowska Gabriela Topolska | 4.09,321 | Nederland Zoë Deltrap Diede van Oorschot Michelle Velzeboer Xandra Velzeboer | 4.09,392 |

### Gemengd
| Onderdeel | Goud                                                                | Goud     | Zilver                                                            | Zilver   | Brons                                                                      | Brons    |
| --------- | ------------------------------------------------------------------- | -------- | ----------------------------------------------------------------- | -------- | -------------------------------------------------------------------------- | -------- |
| Aflossing | Canada Kim Boutin Florence Brunelle William Dandjinou Steven Dubois | 2.36,232 | Italië Chiara Betti Gloria Ioriatti Thomas Nadalini Pietro Sighel | 2.36,619 | Polen Natalia Maliszewska Michal Niewinski Diane Sellier Kamila Stormowska | 2.41,860 |

### Medailleklassement
| Plaats | Land       | Goud | Zilver | Brons | Totaal |
| 1      | Canada     | 6    | 4      | 0     | 10     |
| 2      | België     | 1    | 1      | 0     | 2      |
| 3      | Nederland  | 1    | 0      | 3     | 4      |
| 4      | Zuid-Korea | 1    | 0      | 2     | 3      |
| 5      | Polen      | 0    | 1      | 2     | 3      |
| 6      | China      | 0    | 1      | 1     | 2      |
| 6      | Italië     | 0    | 1      | 1     | 2      |
| 8      | Kazachstan | 0    | 1      | 0     | 1      |
| Totaal | Totaal     | 9    | 9      | 9     | 27     |

Wereldkampioenschap shorttrack (individueel)

Champaign 1976 · 
Grenoble 1977 · 
Solihull 1978 · 
Quebec 1979 · 
Milaan 1980 · 
Meudon 1981 · 
Moncton 1982 · 
Tokio 1983 · 
Peterborough 1984 · 
Amsterdam 1985 · 
Chamonix 1986 · 
Montreal 1987 · 
St. Louis 1988 · 
Solihull 1989 · 
Amsterdam 1990 · 
Sydney 1991 · 
Denver 1992 · 
Peking 1993 · 
Guildford 1994 · 
Gjövik 1995 · 
Den Haag 1996 · 
Nagano 1997 · 
Wenen 1998 · 
Sofia 1999 · 
Sheffield 2000 · 
Jeonju 2001 · 
Montreal 2002 · 
Polen 2003 · 
Göteborg 2004 · 
Peking 2005 · 
Minneapolis 2006 · 
Milaan 2007 · 
Gangneung 2008 · 
Wenen 2009 · 
Sofia 2010 · 
Sheffield 2011 · 
Shanghai 2012 · 
Debrecen 2013 · 
Montreal 2014 · 
Moskou 2015 · 
Seoel 2016 · 
Rotterdam 2017 · 
Montreal 2018 ·
Sofia 2019 ·
Seoel 2020 ·
Dordrecht 2021 ·
Montreal 2022 ·
Seoel 2023 ·
Rotterdam 2024 ·
Peking 2025
Wereldkampioenschap shorttrack (teams)

Seoul 1991 · 
Nobeyama 1992 · 
Boedapest 1993 · 
Cambridge 1994 · 
Zoetermeer 1995 · 
Lake Placid 1996 · 
Seoel 1997 · 
Bormio 1998 · 
St. Louis 1999 · 
Den Haag 2000 · 
Nobeyama 2001 · 
Milwaukee 2002 · 
Boedapest 2003 · 
Sint-Petersburg 2004 · 
Chuncheon 2005 · 
Montreal 2006 · 
Boedapest 2007 · 
Harbin 2008 · 
Heerenveen 2009 · 
Bormio 2010 · 
Warschau 2011
Wereldkampioenschappen shorttrack junioren

Seoel 1994 ·
Calgary 1995 ·
Courmayeur 1996 ·
Marquette 1997 ·
Saint Louis 1998 ·
Montreal 1999 ·
Székesfehérvár 2000 ·
Warschau 2001 ·
Chuncheon 2002 ·
Boedapest 2003 ·
Peking 2004 ·
Belgrado 2005 ·
Miercurea Ciuc 2006 ·
Mladá Boleslav 2007 ·
Bozen 2008 ·
Sherbrooke 2009 ·
Taipei 2010 ·
Courmayeur 2011 ·
Melbourne 2012 ·
Warschau 2013 ·
Erzurum 2014 ·
Osaka 2015 ·
Sofia 2016 ·
Innsbruck 2017 ·
Tomaszów Mazowiecki 2018 ·
Montreal 2019 ·
Bormio 2020 ·
Salt Lake City 2021 ·
Gdańsk 2022 ·
Dresden 2023 ·
Gdańsk 2024 ·
Calgary 2025